# Slawische Siedlungsnamen in Nordostbayern
Die slawischen Siedlungsnamen in Nordostbayern stellen – neben wenigen Lehnwörtern und Personennamen;– die wichtigste Quelle zur Erschließung der hier im Früh- und Hochmittelalter gesprochenen slawischen Mundarten dar.

## Allgemeines

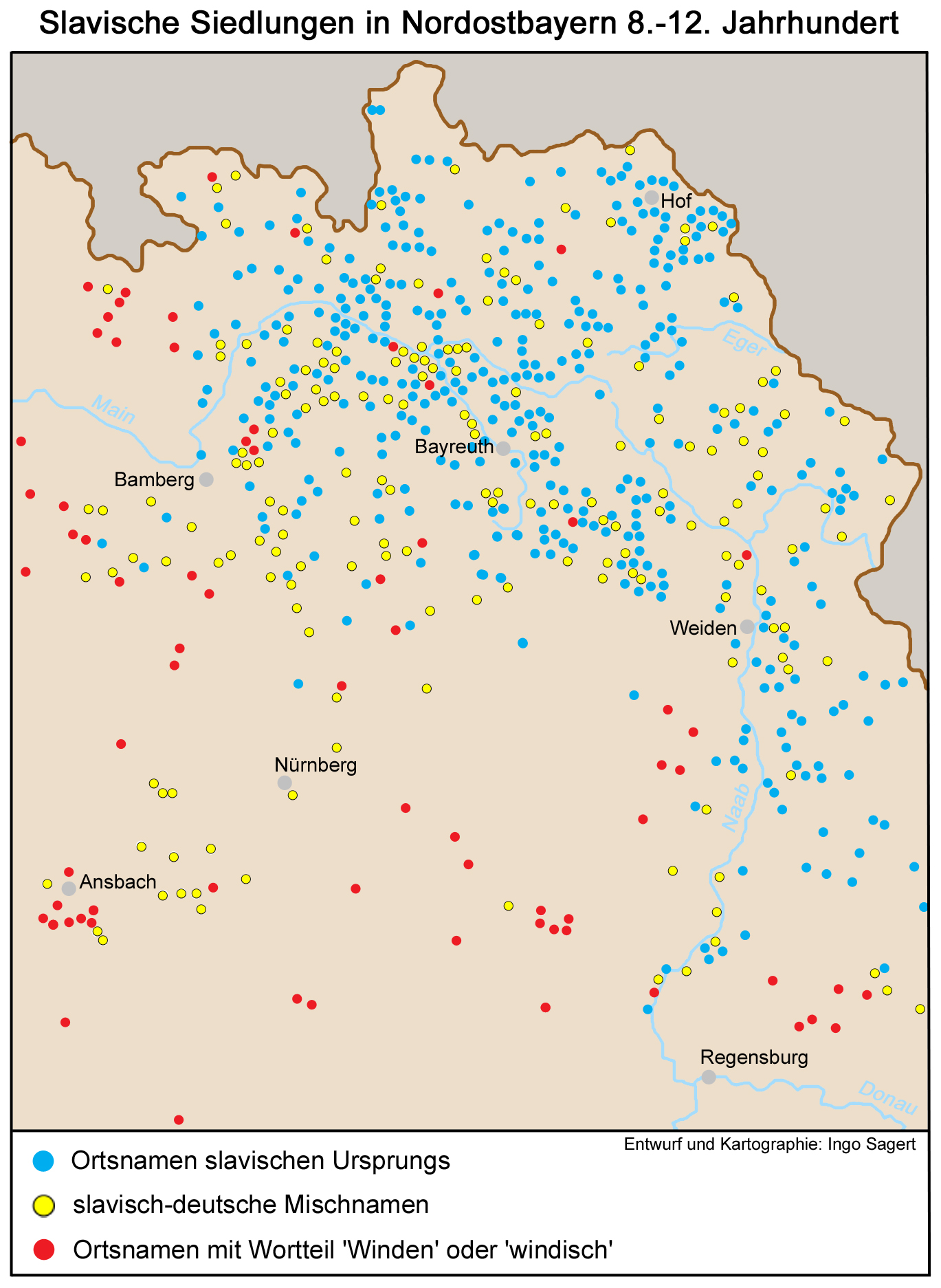
Verbreitung slawischer Siedlungen in Nordostbayern (8.–12. Jahrhundert).

Nordostbayern gehörte im Mittelalter zu einem slawisch-deutschen Kontaktgebiet (Bavaria Slavica), in dem mehrere hundert Siedlungsnamen slawischer Herkunft ins Deutsche integriert wurden. Neben genuin slawischen Namen ('rein slawische Namen') gibt es auch sogenannte 'slawisch-deutsche Mischnamen', bei denen ein slawischer Personenname mit einem deutschen Namenelement verbunden wurde. Darüber hinaus gibt es noch deutsche Siedlungsnamen mit der Bezeichnung Winden bzw. Windisch-, die auf ehemalige slawische Bevölkerung hinweisen.

## Forschungsgeschichte
Zwei der ersten ernstzunehmenden Ortsnamenforscher waren Adam Ziegelhöfer und Gustav Hey. Ihre Werke Die Ortsnamen des ehemaligen Hochstifts Bamberg (1911) und Die Ortsnamen des ehemaligen Fürstentums Bayreuth (1920), in denen auch slawische Siedlungsnamen behandelt wurden, bieten eine erste Zusammenschau oberfränkischer Siedlungsnamen. Die historischen Belege in diesen Werken stammen aber zum großen Teil aus mangelhaften Quelleneditionen und die Erklärungen der slawischen Siedlungsnamen sind teils nicht haltbar, weil sie die Regeln der Ersatzlautlehre nicht berücksichtigen. Einige ihrer Deutungen haben aber bis heute Bestand.
Eine wesentliche Verbesserung der Forschungslage brachte das Werk Sprache und Siedlung in Nordostbayern (1960) von Ernst Schwarz. Die slawischen Siedlungsnamen werden hier mit der Methodik der slawisch-deutschen Ersatzlautlehre erklärt. Viele Deutungen von Schwarz sind bis heute gültig; allerdings griff er zum Teil auf wenige Belege zurück. In der Untersuchung Zur Etymologie und Struktur der slawischen Orts- und Flußnamen in Nordostbayern (1962) von Ernst Eichler werden die bei Schwarz behandelten Siedlungsnamen verschiedenen Strukturtypen zugeteilt. 1994 erschien das Buch Frankens mainwendische Namen von Joseph Schütz. Er behandelt hier einzelne Namen slawischer Herkunft, ohne jedoch neue Deutungsvorschläge zu bringen, die einer sprachwissenschaftlichen Prüfung standhalten würden. In der Buchreihe Beiträge zur slavisch-deutschen Sprachkontaktforschung (2001, 2006) wurden von den Autoren Ernst Eichler, Albrecht Greule, Wolfgang Janka und Robert Schuh lange Belegreihen zusammengestellt. Die darauf beruhenden Namenerklärungen werden in Rezensionen als sehr sicher eingestuft.

## Siedlungsnamen aus Personennamen
Hier unterscheidet man possessivische Siedlungsnamen (die den Besitz einer Person anzeigen), patronymische Siedlungsnamen (bezeichnen die Leute oder Nachkommen einer Person) und slawisch-deutsche Mischnamen.

### Possessivische Siedlungsnamen
Diese Namen wurden mit den Suffixen -j-, -ov- und -in- gebildet (das Suffix -yn- ist in Nordostbayern nicht nachzuweisen).

#### Suffix-j-
(urslawisch *-jь m., *-ja f., *-je n.). Siedlungsnamen, die mit diesem Suffix gebildet sind, zählen zu den ältesten slawischen Namentypen. Das Suffix -j- konnte an Voll-, Kurz- bzw. Zunamen angefügt werden. Der Auslaut des Personennamens wird durch -j- palatalisiert.
Beispielnamen:
- Laibarös (Lkr. Bamberg), [zu ca. 1304] Leuberoz[5]

slawische Grundform *Ľuboroźь zum Personennamen *Ľuborodъ, mit der Bedeutung 'Siedlung des Ľuborodъ'
- Premeischl (Lkr. Cham), 1261 Premaevssel und Premeusel (Lkr. Kulmbach), um 1520 Premeusel

slaw. *Premyšlь zum Personennamen *Premyslъ
- Schorgast, Markt- (Lkr. Kulmbach), 1109 (Kopie des 12. Jh.) Scoregast und Schorgast, Ludwig- (Lkr. Kulmbach), 1326–1328 Ludwigschorgast, dazu der Gewässername Schorgast (r. z. Weißen Main), 1348 fluvius Schorgast

slaw. *Skorogoščь zum Personennamen *Skorogostъ
- Thelitz (Lkr. Lichtenfels), 1180 Thechluz, 1319 Techlautze

slaw. *Těch(o)ľucь zum Personennamen *Těch(o)ľutъ
- Woja (Lkr. Hof), 1363 Woyen, 1390 Woyen Das dorff

slaw. *Voj-ńь zum Personennamen *Vojan-, *Vojen-

#### Suffix-ov-
(urslawisch *-ovъ m., *-ova f., *-ovo n.). Dieses Suffix wurde häufig an Kurz- und Zunamen angefügt. Im Gegensatz zu -j-Ableitungen werden Bildungen mit -ov- und -in- als jünger eingestuft. Beispielnamen:
- Guttenthau (Lkr. Bayreuth), 1280 Gotentaw, 1396/99 Gotentaw

slawische Grundform *Godętov- zum Personennamen *Godęta, mit der Bedeutung 'Siedlung des Godęta'
- Leichau (Lkr. Tirschenreuth), 1245 Luchow und Leuchau (Lkr. Kulmbach), 1332 Leuchauwe

slaw. *Ľuchov- zum Personennamen *Ľuchъ
- Seuchau (Lkr. Cham), 1086 Sichowa, [1301–1307] Seichawe daz Dorf

slaw. *Žichov- zum Personennamen *Žichъ
- Trebsau (Lkr. Neustadt a. d. Waldnaab), 1394 Trebsaw

slaw. *Trebošov- zum Personennamen *Trebošь
- Weischau (Lkr. Coburg), 1334 Weischave, 1340 Wizawe

slaw. *Vyškov- zum Personennamen *Vyš-kъ

#### Suffix-in-
(urslawisch *-inъ m., *-ina f., *-ino n.). Das Suffix -in- kommt in Nordostbayern, wie auch in anderen slawischen Siedlungsgebieten, seltener vor als -ov-. Beispielnamen:
- Döberein (Lkr. Tirschenreuth), 1119 Toberin, 1326 Doebrein

slawische Grundform *Dobrin- zum Personennamen *Dobrъ, mit der Bedeutung 'Siedlung des Dobrъ'
- Tettau (Lkr. Kronach), 1269 Theten, dazu der Gewässername Tettau (l. z. Haßlach), 1194 flumen Taetin

slaw. *Tetin- zum Personennamen *Teta
- Wüstung Wurbotin (vermutlich Lkr. Wunsiedel), [1332–1340] zu Wu/e/rbotin [über u ist e übergeschrieben][11]

slaw. *Vъrbotin- zum Personennamen *Vъrbota.
Bei den Siedlungsnamen Schorgast (Markt-, Ludwig-) und Tettau handelt es sich wahrscheinlich um ursprüngliche Gewässernamen (hier Bachnamen). Gewässer, die den Besitz einer Person benennen, sind im slawischen Siedlungsraum recht selten: vgl. den tschechischen Bachnamen Dobrohošť, 1255 sub Dobrohoste fluvio, zum alttschechischen Personennamen Dobrohost.

### Patronymische Siedlungsnamen

#### Suffixe-iciund-ovici
(urslawisch *-īti̯o, *-ovīti̯o). Diese Suffixe bezeichneten ursprünglich die Leute (bzw. die Nachkommen oder die Untertanen) und später auch das Dorf nach einer Person. Beispielnamen:
- Gößmitz (Lkr. Lichtenfels), [Spätes 14. Jh.] in Gottmetz, 1413 Go/e/stmecz, [1419–1420] Gostmecz

slawische Grundform *Gostimici zum Personennamen *Gostimъ, mit der Bedeutung 'Siedlung der Leute des Gostimъ'
- Köditz (Lkr. Hof), 1359 Ko/e/titz, 1401 Kötitz

slaw. *Chotici zum Personennamen *Chotъ
- Prebitz (Lkr. Bayreuth), ca. 1285 Predwitz, 1326 Pretwitz

slaw. *Predovici zum Personennamen *Predъ bzw. *Preda
- Redwitz, Markt- (Lkr. Wunsiedel, heute Marktredwitz), ca. 1135 Radewize, 1279 (Kopie des 14. Jh.) Redwitz

slaw. *Radovici zum Personennamen *Rad
- Treunitz (Lkr. Bamberg), 1185 (Kop. A. 13. Jh.) uillam Drogunze, [zu 1185] de Drogenze

slaw. *Drogunici o. ä. zum Personennamen *Drogunъ
Bei den genannten Beispielnamen handelt es sich ausschließlich um sekundäre Bildungen. Primäre Bildungen wie pluralische Siedlungsnamen sind in Nordostbayern bisher nicht sicher nachgewiesen. Als eventuelles Beispiel kann aber der Siedlungsname Weides (Lkr. Kronach), 1108 Witose gelten, wenn man von slaw. *Vitoši 'Leute des Vitošь' ausgeht.

### 'Slawisch-deutsche Mischnamen'
Unter diesem Siedlungsnamen-Typ hat man die Verbindung eines slawischen Personennamens mit einem deutschen Namensbestandteil zu verstehen. Während bei den 'rein slawischen Siedlungsnamen' von einer selbstständigen Siedlungstätigkeit der Slawen ausgegangen wird, sind die Mischnamen erst im Rahmen des hochmittelalterlichen Landesausbaus entstanden. Ob neben der gemischten Bildung auch eine rein slawische Vor- oder Nebenform bestand, kann für die Mischnamen Nordostbayerns nicht belegt werden.

#### Slawischer Personenname + deutsches Grundwort
Dieser Typus slavisch-deutscher Mischnamen ist am weitesten verbreitet. Das häufigste deutsche Grundwort ist -dorf; andere Grundwörter wie -reuth, -berg usw. sind seltener. Einige Mischnamen kommen auch außerhalb des geschlossenen Verbreitungsgebiets slawischer Siedlungsnamen vor. Beispielnamen:
- Dreuschendorf (Lkr. Bamberg), [zu 1102–1139] Druskendorf

zum slaw. Personennamen *Družьkъ
- Gottmannsdorf (Lkr. Ansbach), [12. Jh.] Godemůzelstorf, 1268 Godmuzelsdorf

zum slaw. Personenname *Godomyslъ
- Mödlareuth (Lkr. Hof), 1363 Mödleingereuth[15]

zum slaw. Personennamen *Modl(a)
- Prölsdorf (Lkr. Haßberge), 1116 Preliubestorf, 1123–39 Prelubesdorf

zum slaw. Personennamen *Preľubъ
- Schlottenhof (Lkr. Wunsiedel), 1298 in Slawatenhouen, 1298 Slabatenhofen

zum slaw. Personennamen *Slavata
- Zießelsberg (Lkr. Regen), [um 1105/1106–1112] de Cistanesberch

zum slaw. Personennamen *Čьstanъ o. ä.

#### Slawischer Personenname + frühdeutsches Suffix-ing-
Bei diesem Typ handelt es sich um eine ältere Form slawisch-deutscher Mischnamen. Er kommt fast ausschließlich im Chamer Becken vor. Beispielnamen:
- Dalking (Lkr. Cham), 1177 Talkingen, 1280 Taelking

zum slaw. Personennamen *Dalъkъ, mit der Bedeutung 'Siedlung der Leute eines Dalъkъ'
- Kothmaißling (Lkr. Cham), [um 1135] Kozmuzelingen, [um 1170] Chozemvzlinge

zum slaw. Personennamen *Chocěmyslъ
- Traitsching (Lkr. Cham), 1376 Draichsing, 1398 Draysching

zum slaw. Personennamen *Drag-šьkъ
- Zenching (Lkr. Cham), 1178–1185 Cemtichinge

zum slaw. Personennamen *Sěmitěchъ

#### Slawischer Personenname im deutschen Genitiv
Genitivische Siedlungsnamen, die einen slawischen Personennamen beinhalten, kommen in Nordostbayern nur vereinzelt vor. Das Verbreitungsgebiet dieses Mischnamen-Typs sind die mittelalterlichen Rodungsgebiete Oberfrankens und der Oberpfalz. Beispielnamen:
- Godas (Lkr. Tirschenreuth), 1356 zu/e/ dem Jodeys, [1396–99] Godeis

zum slaw. Personennamen *Godějь
- Mehlmeisel (Lkr. Bayreuth), 1283 siluam Welmvzels dimidiam, 1435 czum Welmewssels

zum slaw. Personennamen *Veľemyslъ
- Wüstung Prestans (Lkr. Kronach), 1276 Pressaus; außen an der Urkunde: Prestans, 1361 Prestans

zum slaw. Personennamen *Prestanъ
Die hier erschlossenen Personennamen enthalten Namenglieder, wie *Chot-, *Drag-/*Drog-, *God-, *Gost-, *Ľub-, *Mysl-, *Pre-, *Slav-, *Těch-, die zum gemeinslawischen Erbe zählen. An Kurz- und Zunamen wurden oft die allseits bekannten Suffixe -k-, -n-, -š- oder -t- (-ęta, -ota) angefügt. Während sich aus den Siedlungsnamen eine Vielzahl von slawischen Personennamen erschließen lassen, sind reine Personennamen in Nordbayern eher selten nachzuweisen: z. B. ist im Bamberger Land 1420 der Personenname Wolgast bezeugt (zu Reckendorff … Item das gut da der alt Wolgast auf sitzet); < slawisch *Voligost(ъ).

## Siedlungsnamen aus Appellativen (Gattungswörtern)
Bei der Benennung der Siedlung stand nicht der Bezug zu einer Person im Vordergrund, sondern vielmehr zur natürlichen Umwelt. Oftmals wurde ein ursprünglicher Flurname (in einigen Fällen auch ein Gewässername) zum Siedlungsnamen erhoben.

Ausschnitt der Urkunde mit der Ersterwähnung von Zettlitz (Gde. Stadt Gefrees), 1366.

### Primäre Bildungen
Der Siedlungsname ist ohne ein toponymisches Suffix gebildet. Beispielnamen:
- Osseck (Kreisfreie Stadt Hof) und Osseck am Wald (Lkr. Hof), 1376 Ozzek bei der stat; 1376 Ozzek bei Dreisendorff

slawische Grundform *Osěkъ zu *osěkъ 'durch einen Verhau geschützter Platz'
- Roßdach (Lkr. Bamberg), 1306 Rostok

slaw. *Roztok- zu *roztokъ o. ä. 'Auseinanderfluss, daher Flussgabelung'
- Schirnaidel (Lkr. Forchheim), 1348 Schirneidling, 1361, 1400 Schirneitel

slaw. *Čьrnidlo zu *čьrnidlo 'Schwärze' (das Benennungsmotiv ist evtl. dunkler Boden)
Einigen Siedlungsnamen liegt zwar eine Bildung mit Suffix zugrunde, doch war hier die Suffigierung bereits im appellativischen Bereich vorhanden:
- Graitz, Markt- (Lkr. Lichtenfels), [1071] Grodez … Grodihz und Wüstung Grotze (Lkr. Bamberg), 1298 Gvte ze Grotze bi wazzerlose

slaw. *Grodьcь zu *grodьcь 'Burgsiedlung'
- Zettlitz bei Gefrees (Lkr. Bayreuth), 1366 villarum … in Zedlitz und 6 weitere Siedlungsnamen Zettlitz

slaw. *Sedlьce/*Sedlьcь zu *sedlo 'Sitz, Siedlung'

### Sekundäre Bildungen
Ein Gattungswort wurde mit Hilfe eines toponymischen Suffixes gebildet.

#### Suffix-ica
(urslawisch *-ikā). Das substantivierende Suffix -ica tritt am häufigsten auf. Oftmals wurde -ica noch mit dem Suffix -ьn- (-ьnica) erweitert. Beispielnamen:
- Döllnitz (Lkr. Kulmbach), 1250 Dol(n)ce, 1286 Tolenz, 1307 Dolenz und 3 weitere Siedlungsnamen Döllnitz

slawische Grundform *Dolьnica zu *dolъ 'Tal', mit der Bedeutung 'im Tal gelegene Siedlung'
- Flanitz (Lkr. Regen), 1356 Fla/e/dnicz, 1473 in der Flednitz, dazu der Gewässername Flanitz (l. z. Kleinen Regen), zu 1009 (Fälschung A. 12. Jh.) aqua Fladniza

slaw. *Blatьnica zu *blato 'Sumpf, Morast' (ursprünglicher Gewässername)
- Lohnsitz (Lkr. Tirschenreuth), zu [1196–1214] Lonsiz, [um 1224] Lonsiz

slaw. *Lǫžica zu *lǫgъ 'Grassumpf, Aue'
- Oelschnitz (Lkr. Hof), 1332 ze Grossen vnd ze Wenigem Oltsnitz, dazu der Gewässername Ölschnitz (r. z. Weißen Main), 1398 Olssnitz

slaw. *Olьšьnica zu *olьša 'Erle' (ursprünglicher Gewässername 'Erlenbach')
- Wirbenz (Lkr. Bayreuth), 1218 Wirbivntz, 1390 Wyrwencz

slaw. *Vьŕbьnica zu *vьŕba 'Weide (Salix)'

#### Suffix-ьn-
(urslawisch *-ьnъ, m., *-ьna f., *-ьno n.). Das adjektivierende Suffix -ьn- kommt in Nordbayern auch recht häufig vor. Bei ursprünglichen Gewässernamen ist am ehesten mit dem femininen -ьna zu rechnen. Beispielnamen:
- Fuhrn (Lkr. Schwandorf), 1031 (Kop. 12. Jh. 1. H.) Furdona, [um 1225] Furdin

slawische Grundform *Bъrdьn- (< *Bьrdьn-) zu *bьrdo 'Berg, Anhöhe', mit der Bedeutung 'hügelige Gegend'
- Lam (Lkr. Cham), 1332 … cum villa dicta Lumbnaw, dazu der Gewässername Lambach (r. z. Weißen Regen), 1279 Lomn

slaw. *Lomьna zu *lomъ 'Bruch, Sumpfgebüsch, Windbruch' (ursprünglicher Gewässername)
- Trevesen (Lkr. Tirschenreuth), 1279 Trevezn, 1347 Trevesen

slaw. *Trebežьn- zu *trebežь 'Rodung'
- Zeyern (Lkr. Kronach), 1260 (Kop. von 1293) Ceyerin, 1288 Zirn, dazu der Gewässername Zeyern (l. z. Rodach)

am ehesten slaw. *Čirьna zu *čirъ 'Krickente' (ursprünglicher Gewässername)
Im Gegensatz zu -ьn- kommt das substantivierende Suffix -ina nur vereinzelt vor: z. B. im Siedlungsnamen Kössain (Lkr. Tirschenreuth), [1280–1285] Chozin, der auf dem Gewässernamen Kössein (r. z. Röslau), 1345 Köslin, 1393 Kozzeyn beruht und auf die slawische Grundform *Kozina (zu *koza 'Ziege') zurückgeht. Das i im Suffix -ina wurde hier als langes ī übernommen und zu ei diphthongiert. Es lässt sich somit von -ьn-Ableitungen unterscheiden, da diese im Deutschen als „unscharfes“ -(e)n erscheinen.

#### Suffix-jane
Dieses altertümliche Suffix bezeichnete eine Gruppe von Einwohnern nach dem besiedelten Gelände bzw. nach der Beschäftigung usw. Slawisch -jane geht auf indoeuropäisch -āne zurück und liegt auch (in der germanischen Form) den bei Tacitus erwähnten Namen der Kultverbände, z. B. den Erminonen („Elbgermanen“), zugrunde. Auch im Namen der Slawen selbst (slaw. *Slověne/*Slovane) ist dieses Suffix enthalten. Beispielnamen:
- Wüstung Kulmane (Lkr. Coburg), 1149 Kulmane, 1156–1171 Culmana

slawische Grundform *Chъlḿane 'Hügelbewohner' zu *chъlmъ 'Hügel, Berg'
- Lesau, Klein- (Lkr. Bayreuth), [ca. 1123] Lesan

slaw. *Lěšane 'Leute, die am/im Wald wohnen' zu *lěsъ 'Wald'
- Losau (Lkr. Schwandorf), um 1250 Lasan

slaw. *Lažane 'Bewohner der Rodung' zu *lazъ 'Rodung'

#### Suffix-ov-
(urslawisch *-ovъ m., *-ova f., *-ovo n.). Das Suffix konnte nicht nur an Personennamen herantreten, sondern konnte auch in toponymischer Funktion an Gattungswörter angefügt werden. Siedlungsnamen mit -ov- bildeten oft Stellenbezeichnungen, die auf Wald, Bäume und Tiere hinweisen. Beispielnamen:
- Klenau, Groß-, Klein- (Lkr. Tirschenreuth): 1224 Chlenau, in minori Chlenau, 1363 Chlenov

slawische Grundform *Klenov- zu *klenъ 'Ahorn', mit der Bedeutung 'Ort, an dem es Ahorn gibt'
- Rehau (Lkr. Hof), 1246 Resawe, 1390 Resau, Resa

slaw. *Rězov- zu *rězъ 'Schnitt' (Der Name bezieht sich auf Rodung oder auf Einschnitt im Gelände).
- Theisau (Lkr. Lichtenfels), 1251 Dizou, 1348 Teyzzauwe

slaw. *Tisov- zu *tisъ 'Eibe'

#### Vereinzelte Suffixe
Andere Suffixe lassen sich in Nordostbayern nur vereinzelt nachweisen:
-išče
- Zinst (Lkr. Tirschenreuth), 1263 Zeniste

slawische Grundform *Sěnišče zu *sěno 'Heu', mit der Bedeutung 'Heuplatz'
-ovľe
- Theisseil (Lkr. Neustadt a. d. Waldnaab), 1361 Teyseul, 1396–99 Teussel

slaw. *Tisovľe zu *tisъ 'Eibe', mit der Bedeutung 'Eibenwald'
-ьje
- Wüstung Prelles (Lkr. Bayreuth), 1421–24 vor dem Preles

slaw. *Predlěsьje (> *Predlěśe) o. ä. zu *pred 'vor' und *lěsъ 'Wald', mit der Bedeutung 'Ort vor dem Wald'

## Siedlungsnamen mitWindenundWindisch
Hierbei handelt es sich um Siedlungsnamen deutscher Herkunft, die auf ehemalige slawische Siedler hinweisen. Bei Winden handelt es sich um die germanische Bezeichnung der slawischen Ostnachbarn (althochdeutsch Winid 'Wende, Slave'). Viele dieser Siedlungen befinden sich weiter westlich des Gebiets, in dem 'rein slawische Namen' vorkommen. Beispielnamen:
- Bischwind (Lkr. Schweinfurt), 791 (Kop. d. 9. Jh.) … in Vvinido marcu, 1151 Biscofheswineden

mit der Bedeutung 'Bei den Winden (Slawen) des Bischofs'
- Egloffswinden (Kreisfreie Stadt Ansbach), 1168 Egelolueswineden, 1221 Egelolfeswinden

zum deutschen Personennamen Egilolf, mit der Bedeutung 'Bei den Winden (Slawen) des Egilolf'
- Ottowind (Lkr. Coburg), 1116 Atenwinden, 1317 Othenwinden

zum deutschen Personennamen Ato, mit der Bedeutung 'Bei den Winden (Slawen) des Ato'
- Windischhausen (Lkr. Weißenburg-Gunzenhausen), 1057–1075 Slauuanishusen, 1251 Windischen Hvsen

anfangs zum slaw. Personennamen *Slavanъ (also ursprünglich ein Mischname), später durch das Adjektiv mittelhochdeutsch windisch ersetzt
- Wünschendorf (Lkr. Bayreuth), 1255 Windischendorf, 1348 Windeschendorf und Wüstung Wünschendorf (Lkr. Neustadt a. d. Waldnaab), 1366–68 Windischendorf

mit der Bedeutung 'beim windischen Dorf'

## Methodik der Ortsnamenforschung
Als erstes wird eine Belegreihe zusammengestellt, um die sprachliche Entwicklung des Siedlungsnamens bis zur heutigen Namenform nachvollziehen zu können. Die mundartliche Aussprache des Namens muss bei der Erklärung mit berücksichtigt werden. Nachdem von Seiten der Ortsnamenforschung geklärt worden ist, dass der Name nicht aus einer noch älteren Sprachschicht stammt (etwa germanisch oder keltisch), wird eine slawische Grundform angesetzt. So müsste der Name dann im Bayernslawischen (in jüngeren Abhandlungen wird dieser Begriff verwendet) gelautet haben.

### Erklärung der slawischen Laute und Zeichen
Die aus dem kyrillischen Alphabet stammenden Schriftzeichen ь und ъ stehen für ein sehr kurz gesprochenes i bzw. u. Die Schriftzeichen ę und ǫ werden in der Slavistik zur Bezeichnung eines e- bzw. o-Lauts mit nasaler Färbung verwendet. Die erschlossenen, rekonstruierten slawischen Grundformen der Siedlungsnamen werden mit einem * versehen. Ein Strich in einer Grundform oder in einem Personennamen (z. B. *Drag-šьkъ) bezeichnet einen nicht genau bestimmbaren Vokal.

### Slawisch-deutsche Ersatzlautlehre
Bei den Konsonanten ist der Lautersatz von slawisch b- durch bairisch v- sehr auffällig: Siedlungsname Flanitz (aus slaw. *Blatьnica) und Fuhrn (< *Bъrdьn-). Der Frikativ ž wurde bei dem Siedlungsnamen Seuchau (< slaw. *Žichov-) durch althochdeutsch ṡ ersetzt. Die Langvokale ī, ū wurden meistens diphthongiert: z. B. bei dem Siedlungsnamen Theisau aus slaw. *Tisov-. Die in Nordostbayern selten vorkommenden Nasalvokale ę und ǫ wurden als en bzw. on eingedeutscht: slaw. *Godętov- > Guttenthau, slaw. *Lǫžica > Lohnsitz.

### Vergleichsnamen
Um eine Namenerklärung zu stützen, ist es notwendig, Vergleichsnamen aus anderen (west-)slawischen Sprachgebieten zu finden. Beispiele sind: Der Siedlungs- und Gewässernamen Schorgast, der auf slaw. *Skorogoščь zurückzuführen ist, kann mit dem polnischen Skorogoszcz verglichen werden. Der auf slaw. *Lažane beruhende Siedlungsname Losau ist mit Dolní, Horní Lažany, dt. ehem. Unter-, Oberlosau bei Cheb/Eger (Tschechische Republik) identisch. Leichau und Leuchau lassen sich mit Lüchow (Niedersachsen) vergleichen, dem die altpolabische Grundform *Ľuchov- zu Grunde liegt.

### Altsorbische und alttschechische Namen
Rückschlüsse zur sprachgeschichtlichen Zuordnung der slawischen Namen Nordostbayerns ergeben sich aus der Liquidenumstellung der Lautverbindung -ar- bzw. -al-. Die Siedlungsnamen Graitz, Markt- (alt Grodez aus slaw. *Grodьcь) und Treunitz (alt Drogunze aus slaw. *Drogunici) weisen mit der Lautfolge -ro- eine Parallele zum Altsorbischen auf. Dagegen ist bei den Siedlungsnamen Flanitz (aus slaw. *Blatьnica) und Traitsching (zum Personennamen *Drag-šьkъ) mit -la- bzw. -ra- eine für das Alttschechische typische Lautung festzustellen. Der Großteil der altsorbischen Siedlungen liegt im Obermaingebiet; alttschechische Namen sind hingegen mehrheitlich in der Oberpfalz zu finden. Die Ortsnamenforschung weist aber darauf hin, dass man auf Grund dieser Tatsache keine Wanderungsbewegungen slawischer Stämme rekonstruieren sollte, sondern allenfalls von Parallelentwicklungen sprechen kann.